# Pacià de Barcelona
Pacià de Barcelona o de Bàrcino (en llatí Pacianus; Bàrcino o rodalia, ? - Bàrcino, ca. 390) fou un religiós cristià romà, bisbe de Barcelona entre c. 365/373 i c. 386. Mort en avançada edat durant el regnat de l'emperador Teodosi el Gran, fou també un dels autors del cristianisme primitiu. Per aquesta raó és considerat un dels Pares de l'Església, en l'àmbit llatí. Tanmateix, és el primer autor nascut en terres de l'actual Catalunya, del qual se'n coneix el nom i se'n conserven obres. L'any 2023, un estudi de Jesús Alturo i Perucho i Tània Alaix i Gimbert ha vist ens els escrits de Pacià de Barcelona els primers batecs del català quan fa servir termes com ceruulus 'cérvol' o subinde 'sovint' o utilitza l'expressió si te placet per 'si us plau', entre moltes d'altres.
És venerat com a sant per l'Església Catòlica i l'Ortodoxa. La seva festivitat se celebra el dia 9 de març.
Les seves data i lloc de naixement són desconeguts, es considera que va néixer a la ciutat de Bàrcino o bé a la seva àrea d'influència, en el si d'una família benestant. Rebé una àmplia formació de caràcter clàssic. Al llarg de la seva vida es va casar i va tenir un fill, Luci Flavi Dextre, que fou també escriptor, i esdevingué funcionari de l'emperador Teodosi, amb el càrrec de gran camarlenc. Va ser escollit bisbe de Barcelona probablement el 365, o bé el 373, i hauria succeït a Pretextat, primer bisbe documentat de la ciutat, que va assistir al concili de Sàrdica de 343.
Jeroni d'Estridó, a De viris illustribus (obra dedicada a Dextre, el fill de Pacià), escrigué sobre ell, lloant-ne l'eloqüència, la castedat i la santedat de vida.

## Obres
Va escriure diverses obres: una contra els novacians (que es conserva) i una titulada  κέρβος,en llatí Cervus. També consta que va escriure un tractat de nom Paraenesis, sive, Exhortatorius libellus ad poenitentiam (Parenesi, o, Llibret d'exhortació a la penitència), també conservada i on diu que va escriure un llibre anomenat Cervulus, probablement l'esmentada Cervus. També consta un llibre de Pacià sobre el baptisme per ús dels catecúmens, perdut, i tres cartes conservades.
En la seva obra tracta la disciplina eclesiàstica, el baptisme, la supremacia del papa i ataca el novacianisme, llavors molt difós a Hispània, i també alguns costums pagans. Va fer-se cèlebre la seva frase: Christianus mihi nomen est, catholicos vero cognomen ("El meu nom és cristià, el meu cognom catòlic").
Sant Jeroni parla de Pacià a la seva obra De viris ilustribus, sobre la vida de diferents personatges de la història de l'església.

## Iconografia
- Retaule, pintures i reliquier a l'església dels sants Just i Pastor de Barcelona

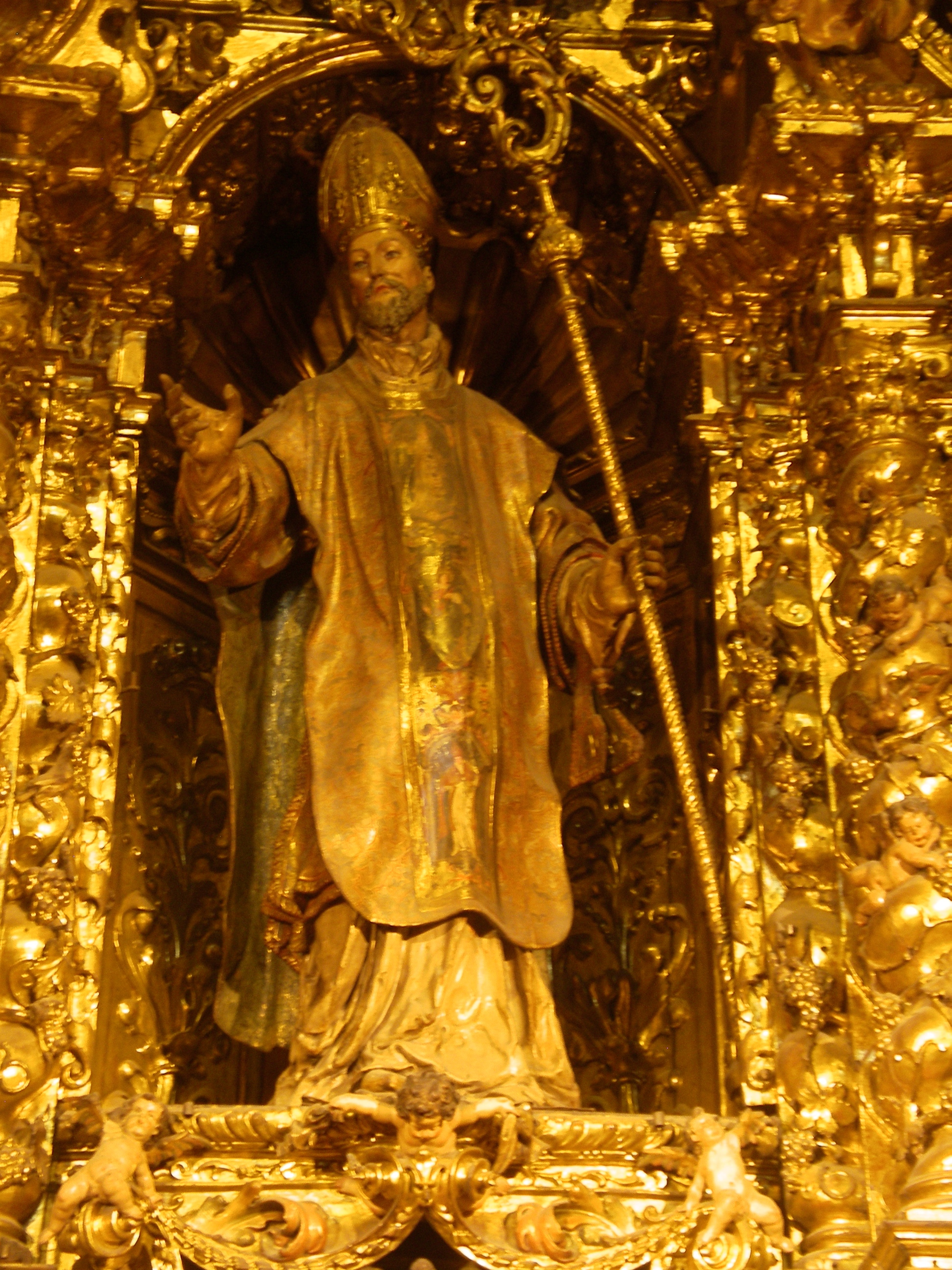
Retaule de sant Pacià, de Joan Roig i Joan Moxí (1687, Catedral de Barcelona)
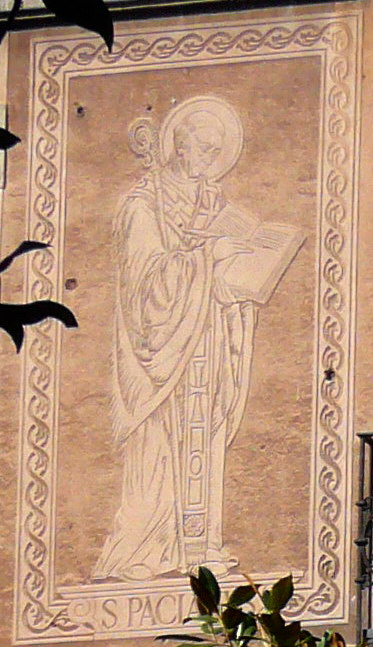
Esgrafiat a l'exterior del palau episcopal de Barcelona (plaça de Garriga i Bachs)
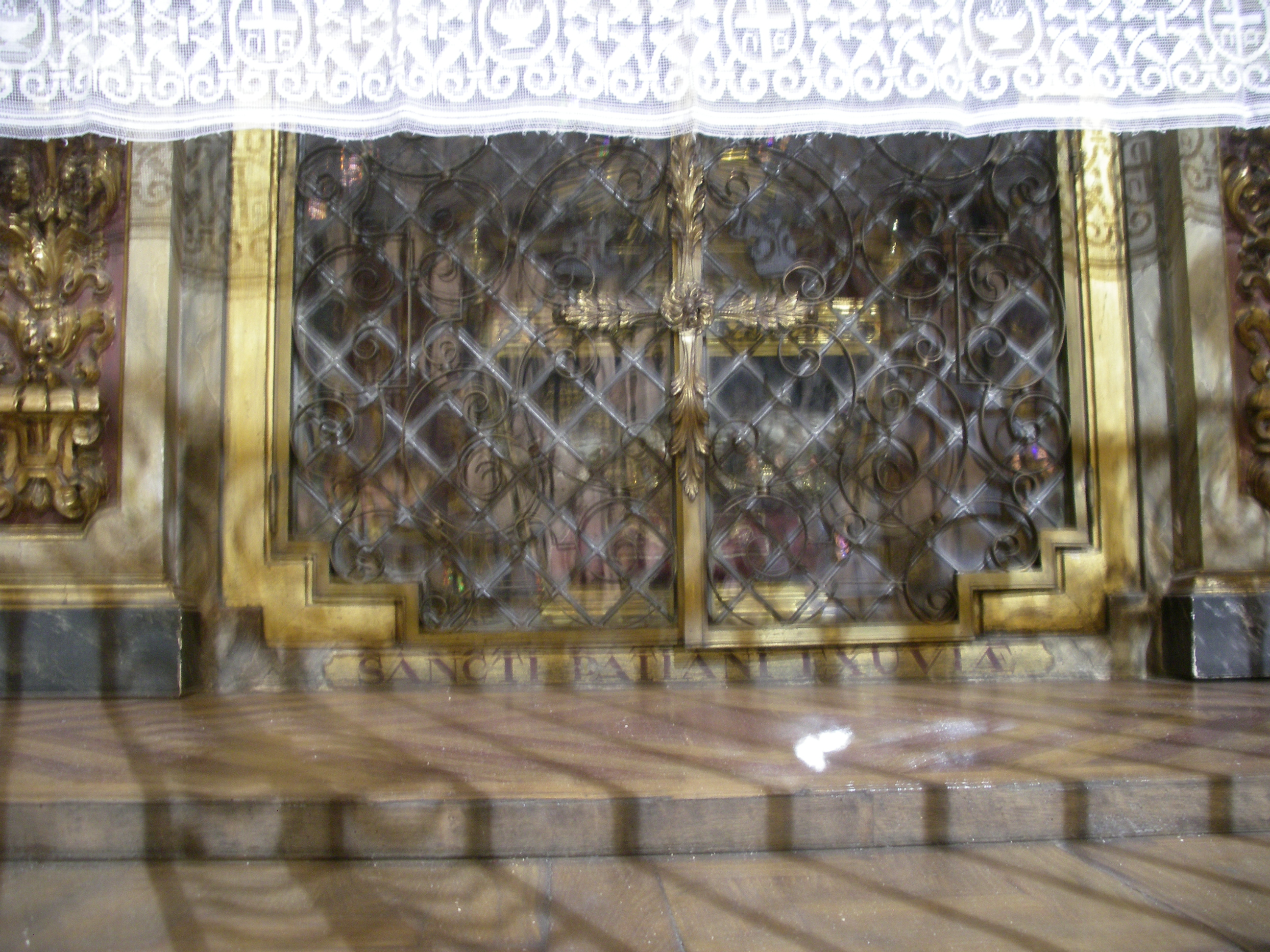
Urna amb les restes del sant a l'església de Sant Just de Barcelona